# Diocesi di São José dos Campos
La diocesi di São José dos Campos (in latino: Dioecesis Sancti Iosephi in Brasilia) è una sede della Chiesa cattolica in Brasile suffraganea dell'arcidiocesi di Aparecida. Nel 2022 contava 678.129 battezzati su 1.022.026 abitanti. È retta dal vescovo José Valmor César Teixeira, S.D.B.

## Territorio
La diocesi comprende 6 comuni nella parte orientale dello stato brasiliano di San Paolo: São José dos Campos, Igaratá, Jacareí, Monteiro Lobato, Paraibuna e Santa Branca.
Sede vescovile è la città di São José dos Campos, dove si trova la cattedrale dedicata a San Disma, il buon ladrone del Vangelo.
Il territorio si estende su una superficie 3.271 km² ed è suddiviso in 45 parrocchie, raggruppate in 8 regioni pastorali: São José, Sant'Ana, São Judas Tadeu, Santo Antônio, Nossa Senhora de Lourdes, Nossa Senhora da Santíssima Trindade, Imaculada Conceição, São Paulo Apóstolo.

## Storia
La diocesi è stata eretta il 30 gennaio 1981 con la bolla Qui in Beati Petri di papa Giovanni Paolo II, ricavandone il territorio dalle diocesi di Mogi das Cruzes e di Taubaté.

## Cronotassi dei vescovi
Si omettono i periodi di sede vacante non superiori ai 2 anni o non storicamente accertati.
- Eusébio Oscar Scheid, S.C.I. † (11 febbraio 1981 - 23 gennaio 1991 nominato arcivescovo di Florianópolis)
- José Nelson Westrupp, S.C.I. (11 maggio 1991 - 1º ottobre 2003 nominato vescovo di Santo André)
- Moacir Silva (20 ottobre 2004 - 24 aprile 2013 nominato arcivescovo di Ribeirão Preto)
- José Valmor César Teixeira, S.D.B., dal 20 marzo 2014

## Statistiche
La diocesi nel 2022 su una popolazione di 1.022.026 persone contava 678.129 battezzati, corrispondenti al 66,4% del totale.
| anno | popolazione | popolazione | popolazione | presbiteri | presbiteri | presbiteri | presbiteri                | diaconi | religiosi | religiosi | parrocchie |
| anno | battezzati  | totale      | %           | numero     | secolari   | regolari   | battezzati per presbitero | diaconi | uomini    | donne     | parrocchie |
| ---- | ----------- | ----------- | ----------- | ---------- | ---------- | ---------- | ------------------------- | ------- | --------- | --------- | ---------- |
| 1981 | ?           | ?           | ?           | 25         | 16         | 9          | ?                         | 7       |           |           | 21         |
| 1990 | 511.000     | 532.000     | 96,1        | 41         | 28         | 13         | 12.463                    | 32      | 13        | 204       | 24         |
| 1999 | 556.000     | 612.000     | 90,8        | 67         | 55         | 12         | 8.298                     | 34      | 12        | 204       | 33         |
| 2000 | 563.000     | 620.000     | 90,8        | 70         | 57         | 13         | 8.042                     | 60      | 13        | 165       | 33         |
| 2001 | 600.000     | 772.170     | 77,7        | 69         | 58         | 11         | 8.695                     | 60      | 11        | 176       | 34         |
| 2002 | 611.800     | 787.600     | 77,7        | 70         | 58         | 12         | 8.740                     | 62      | 12        | 184       | 34         |
| 2003 | 624.800     | 803.500     | 77,8        | 69         | 54         | 15         | 9.055                     | 60      | 15        | 196       | 35         |
| 2004 | 699.780     | 900.000     | 77,8        | 70         | 56         | 14         | 9.996                     | 61      | 14        | 208       | 35         |
| 2010 | 680.670     | 872.654     | 78,0        | 79         | 64         | 15         | 8.616                     | 64      | 17        | 232       | 39         |
| 2014 | 702.000     | 909.000     | 77,2        | 81         | 66         | 15         | 8.666                     | 114     | 17        | 195       | 43         |
| 2017 | 720.170     | 970.879     | 74,2        | 95         | 71         | 24         | 7.580                     | 113     | 27        | 164       | 44         |
| 2020 | 665.372     | 1.002.803   | 66,4        | 99         | 75         | 24         | 6.720                     | 106     | 25        | 127       | 45         |
| 2022 | 678.129     | 1.022.026   | 66,4        | 97         | 78         | 19         | 6.991                     | 100     | 20        | 196       | 45         |